# Antônio Mariano de Azevedo Marques
Antônio Mariano de Azevado Marques (São Paulo, 17 de junho de 1797 - Rio de Janeiro,  9 de setembro de 1844) foi um professor, jornalista e político brasileiro. É considerado o primeiro jornalista paulista.
Conhecido como "Mestrinho" por ter sido nomeado professor público de Latim com apenas dezesseis anos de idade, pois com apenas quatro anos de idade já sabia ler e aos onze anos já conhecia o Latim com perfeição. 
Em 22 de setembro de 1823 fundou o primeiro jornal da província de São Paulo, "O Paulista", um jornal manuscrito e com pouquíssimos exemplares em cada edição. O jornal era bi-semanal e foi exinto antes do término do mesmo ano de sua fundação.
Mestrinho foi professor da Faculdade de Direito de São Paulo (na cadeira de Latim), Juiz de Paz, vereador e membro do Conselho do Governo e da Assembléia Provincial e vice-presidente da província (em 1837), entre outros cargos públicos. É de sua autoria o projeto de construção do Monumento da Independência, no bairro da Ipiranga.